# Centroscymnus crepidater
La sapata negra (Centroselachus crepidater) es un escualiforme de la familia Somniosidae, y el único miembro del género Centroselachus, que habita en los mares subtropicales del hemisferio sur, a profundidades de entre 230 y 1500 m. Su longitud máxima es de 130 cm.